# Gaubahn
| |                                                                                                  |                                                    |                                                    |
| Streckennummer (DB): | 5204 (Ochsenfurt–ehemalige Infrastrukturgrenze) 4955 (Weikersheim–ehemalige Infrastrukturgrenze) |                                                    |                                                    |
| Kursbuchstrecke (DB): | 415c                                                                                             |                                                    |                                                    |
| Kursbuchstrecke: | 415c (1946)                                                                                      |                                                    |                                                    |
| Streckenlänge: | 36,552 km                                                                                        |                                                    |                                                    |
| Spurweite: | 1435 mm (Normalspur)                                                                             |                                                    |                                                    |
| Maximale Neigung: | 18 ‰                                                                                             |                                                    |                                                    |
| Minimaler Radius: | 200 m                                                                                            |                                                    |                                                    |
| |                                                                                                  |                                                    |                                                    |
| \| \| \| von Treuchtlingen \| \| \| \| 0,000 \| Ochsenfurt \| 132 m \| \| \| \| nach Würzburg \| \| \| \| 2,600 \| Hohestadt (bis 1961) \| Hohestadt (bis 1961) \| \| \| 4,390 \| Tückelhausen (bis Sommer 1983) \| Tückelhausen (bis Sommer 1983) \| \| \| 6,900 \| Acholshausen (bis 1978) \| Acholshausen (bis 1978) \| \| \| 8,200 \| Gaukönigshofen \| Gaukönigshofen \| \| \| \| zum Flugplatz Giebelstadt \| \| \| \| 10,520 \| Rittershausen \| Rittershausen \| \| \| 12,470 \| Sonderhofen \| Sonderhofen \| \| \| 15,450 \| Gelchsheim \| Gelchsheim \| \| \| 19,540 \| Aub-Baldersheim \| Aub-Baldersheim \| \| \| 22,380 \| Burgerroth \| Burgerroth \| \| \| \| von Creglingen \| \| \| \| 25,560 \| Bieberehren \| 269 m \| \| \| 28,410 \| Röttingen \| Röttingen \| \| \| 29,400 \| Röttingen Stadt (bis 1923) \| Röttingen Stadt (bis 1923) \| \| \| 32,200 \| Tauberrettersheim \| Tauberrettersheim \| \| \| 33,400 \| Landesgrenze Bayern / Baden-Württemberg \| Landesgrenze Bayern / Baden-Württemberg \| \| \| 34,400 \| Schäftersheim \| Schäftersheim \| \| \| \| Eisenbahnbrücke Schäftersheim; Tauber \| \| \| \| 36,000 \| Weikersheim Stadt (bis 1923) \| Weikersheim Stadt (bis 1923) \| \| \| 36,262 0,290 \| ehem. Infrastrukturgrenze K.Bay.Sts.B. / K.W.St.E. \| ehem. Infrastrukturgrenze K.Bay.Sts.B. / K.W.St.E. \| \| \| \| von Königshofen \| \| \| \| 0,000 \| Weikersheim (Keilbahnhof) \| Weikersheim (Keilbahnhof) \| \| \| \| nach Crailsheim \| \| \| \| \| \| \| \| Quellen: [1][2] \| \| \| \| |                                                                                                  |                                                    |                                                    |
| Strecke |                                                                                                  | von Treuchtlingen                                  | von Treuchtlingen                                  |
| Bahnhof | 0,000                                                                                            | Ochsenfurt                                         | 132 m                                              |
| Abzweig ehemals geradeaus und nach rechts |                                                                                                  | nach Würzburg                                      | nach Würzburg                                      |
| Haltepunkt / Haltestelle (Strecke außer Betrieb) | 2,600                                                                                            | Hohestadt (bis 1961)                               | Hohestadt (bis 1961)                               |
| Haltepunkt / Haltestelle (Strecke außer Betrieb) | 4,390                                                                                            | Tückelhausen (bis Sommer 1983)                     | Tückelhausen (bis Sommer 1983)                     |
| Haltepunkt / Haltestelle (Strecke außer Betrieb) | 6,900                                                                                            | Acholshausen (bis 1978)                            | Acholshausen (bis 1978)                            |
| Bahnhof (Strecke außer Betrieb) | 8,200                                                                                            | Gaukönigshofen                                     | Gaukönigshofen                                     |
| Abzweig geradeaus und nach rechts (Strecke außer Betrieb) |                                                                                                  | zum Flugplatz Giebelstadt                          | zum Flugplatz Giebelstadt                          |
| Haltepunkt / Haltestelle (Strecke außer Betrieb) | 10,520                                                                                           | Rittershausen                                      | Rittershausen                                      |
| Haltepunkt / Haltestelle (Strecke außer Betrieb) | 12,470                                                                                           | Sonderhofen                                        | Sonderhofen                                        |
| Bahnhof (Strecke außer Betrieb) | 15,450                                                                                           | Gelchsheim                                         | Gelchsheim                                         |
| Bahnhof (Strecke außer Betrieb) | 19,540                                                                                           | Aub-Baldersheim                                    | Aub-Baldersheim                                    |
| Haltepunkt / Haltestelle (Strecke außer Betrieb) | 22,380                                                                                           | Burgerroth                                         | Burgerroth                                         |
| Abzweig geradeaus und von links (Strecke außer Betrieb) |                                                                                                  | von Creglingen                                     | von Creglingen                                     |
| Bahnhof (Strecke außer Betrieb) | 25,560                                                                                           | Bieberehren                                        | 269 m                                              |
| Bahnhof (Strecke außer Betrieb) | 28,410                                                                                           | Röttingen                                          | Röttingen                                          |
| Haltepunkt / Haltestelle (Strecke außer Betrieb) | 29,400                                                                                           | Röttingen Stadt (bis 1923)                         | Röttingen Stadt (bis 1923)                         |
| Haltepunkt / Haltestelle (Strecke außer Betrieb) | 32,200                                                                                           | Tauberrettersheim                                  | Tauberrettersheim                                  |
| Grenze (Strecke außer Betrieb) | 33,400                                                                                           | Landesgrenze Bayern / Baden-Württemberg            | Landesgrenze Bayern / Baden-Württemberg            |
| Haltepunkt / Haltestelle (Strecke außer Betrieb) | 34,400                                                                                           | Schäftersheim                                      | Schäftersheim                                      |
| Brücke über Wasserlauf (Strecke außer Betrieb) |                                                                                                  | Eisenbahnbrücke Schäftersheim; Tauber              | Eisenbahnbrücke Schäftersheim; Tauber              |
| Haltepunkt / Haltestelle (Strecke außer Betrieb) | 36,000                                                                                           | Weikersheim Stadt (bis 1923)                       | Weikersheim Stadt (bis 1923)                       |
| Kilometer-Wechsel (Strecke außer Betrieb) | 36,262 0,290                                                                                     | ehem. Infrastrukturgrenze K.Bay.Sts.B. / K.W.St.E. | ehem. Infrastrukturgrenze K.Bay.Sts.B. / K.W.St.E. |
| Abzweig ehemals geradeaus und von rechts |                                                                                                  | von Königshofen                                    | von Königshofen                                    |
| Bahnhof | 0,000                                                                                            | Weikersheim (Keilbahnhof)                          | Weikersheim (Keilbahnhof)                          |
| Strecke |                                                                                                  | nach Crailsheim                                    | nach Crailsheim                                    |
| |                                                                                                  |                                                    |                                                    |
| Quellen: |                                                                                                  |                                                    |                                                    |

Die Gaubahn war eine eingleisige nichtelektrifizierte Eisenbahnstrecke in Franken, zwischen Mainfranken und Tauberfranken, deren größter Teil in Bayern und nur ein kleinerer in Baden-Württemberg lag. Sie führte von Ochsenfurt am Main über Bieberehren nach Weikersheim.

## Geschichte

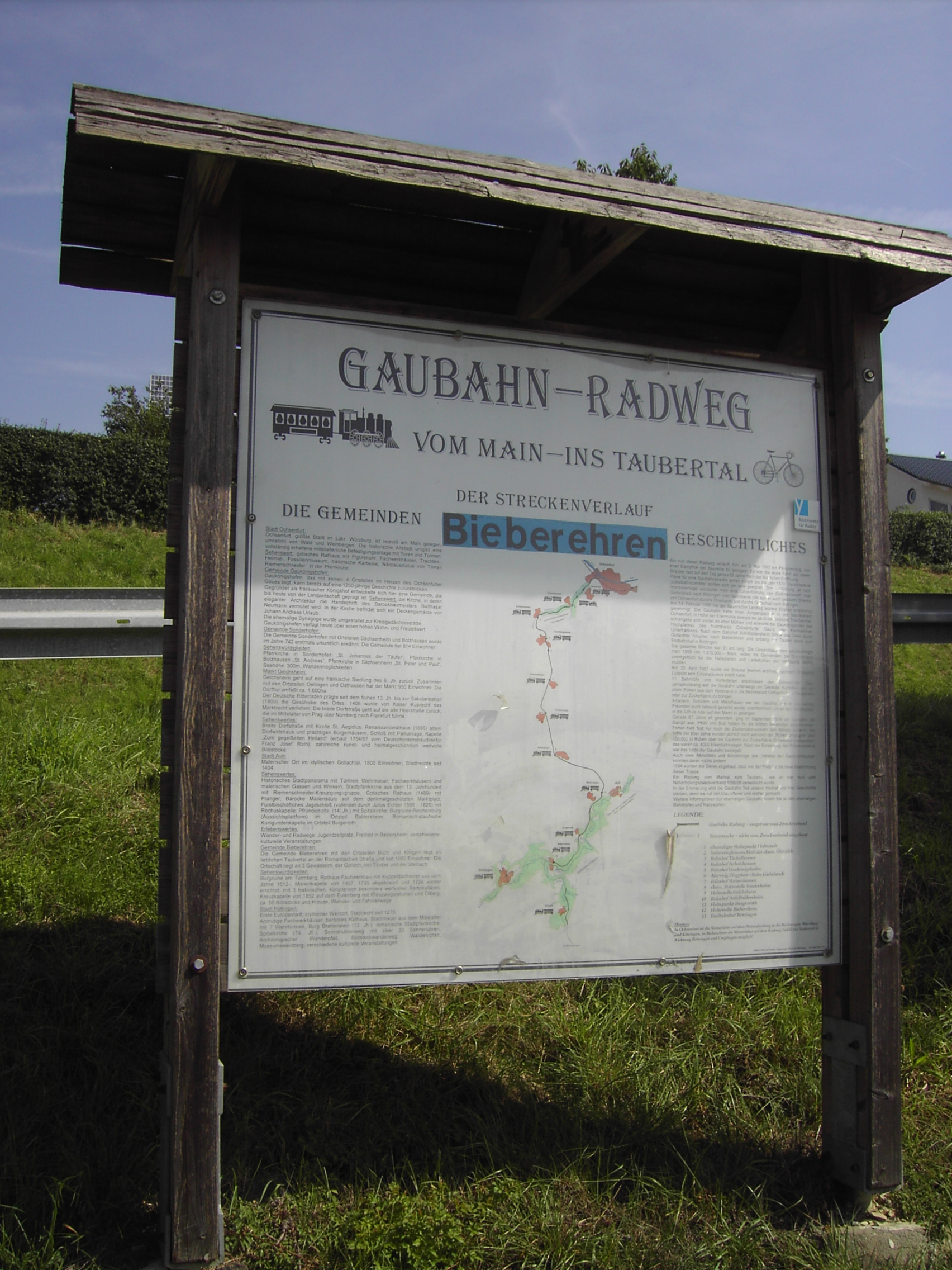
Informationstafel zur ehemaligen Bahnstrecke am heutigen Radweg

Die 36,552 Kilometer lange Nebenbahn wurde von den Königlich Bayerischen Staatseisenbahnen (K.Bay.Sts.B.) am 30. April 1907 zunächst bis Röttingen eröffnet. Auf Grund von Staatsverträgen der beteiligten Länder wurde sie am 17. November 1909 bis Weikersheim an der Bahnstrecke Crailsheim–Königshofen verlängert, wobei für den letzten Abschnitt die Königlich Württembergischen Staats-Eisenbahnen (K.W.St.E.) verantwortlich waren, obwohl nur Weikersheim und Schäftersheim auf württembergischem Gebiet lagen. Außerdem erhielt sie gleichzeitig in Bieberehren einen Abzweig nach Creglingen.
Die Bedeutung der Bahn lag im Transport landwirtschaftlicher Güter, vor allem der Zuckerrüben, die im Ochsenfurter Gau angebaut werden. Der Güterverkehr wurde daher auch erheblich länger als der Personenverkehr bedient; letzterer endete schon am 29. September 1974.
Aufgrund einer maroden Brücke wurde der Abschnitt Röttingen–Schäftersheim 1984 stillgelegt. Nach Einschränkungen zwischen Weikersheim und Schäftersheim endete der Güterverkehr am 29. September 1990 sowie zwischen Ochsenfurt und Röttingen am 31. Mai 1992. Bis März 1994 wurden die Gleise abgebaut. Der Zuckerrübentransport wurde fortan auf der Straße mit Lastkraftwagen durchgeführt.

## Betriebsstellen
- Karte mit allen Koordinaten der Betriebsstellen der Gaubahn:
- OSM |
- WikiMap

### Ochsenfurt

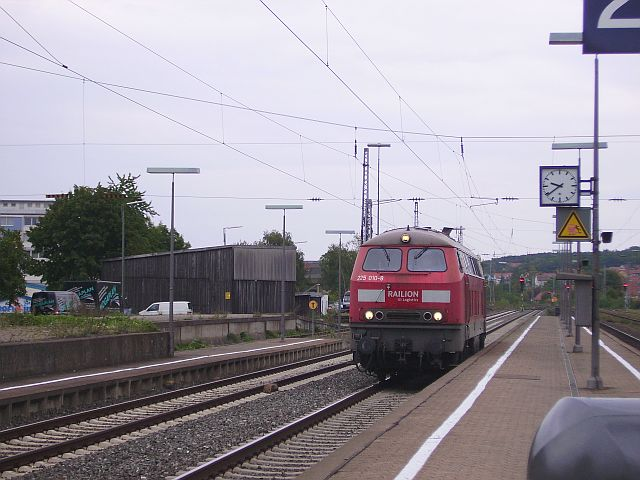
Bahnhof Ochsenfurt

Das Empfangsgebäude des Bahnhofes Ochsenfurt (⊙) wurde im Rundbogenstil um 1860 erbaut und 1862 in Betrieb genommen. Beim Bahnhof handelt es sich heute um einen Haltepunkt der Kategorie 5. Bis zur Stilllegung der Gaubahn war Ochsenfurt Umsteigebahnhof in Richtung Bieberehren.

### Hohestadt
Der Haltepunkt Hohenstadt (⊙) lag am Streckenkilometer 2,7, nördlich und unterhalb der Gemeinde Hohestadt am Thierbach nur rund einen Kilometer vom Abzweig zur Bahnlinie Würzburg-Treuchtlingen entfernt. Außerdem gab es einst noch ein Anschluss- bzw. Ladegleis der nahe gelegenen Fuchsenmühle. Da der Haltepunkt Hohestadt mit rund einem Kilometer Entfernung und 70 Höhenmetern (was einem etwa 15-minütigen Fußmarsch entspricht) ungünstig zum namensgebenden Ort lag, wurde er bereits 1961 aufgegeben. Etwa zur gleichen Zeit wurde das Anschluss- bzw. Ladegleis zur Mühle stillgelegt.

### Tückelhausen
Der Bahnhof Tückelhausen (⊙) lag am Streckenkilometer 4,4, südlich unterhalb der Gemeinde Tückelhausen am Thierbach. Der Bahnhof hatte für die Landbevölkerung eine wichtige Bedeutung, da er Mobilität in Richtung Ochsenfurt und Würzburg ermöglichte. Der Weg war sonst sehr beschwerlich und es gab wenig Kraftfahrzeuge. Im Sommer 1983 wurde die Bedienung des Bahnhofs mit seinem einst beidseitig angeschlossenem Ladegleis eingestellt und das Empfangsgebäude abgerissen.

### Acholshausen
Der Bahnhof Acholshausen (⊙) lag am Streckenkilometer 6,9, östlich der Gemeinde Acholshausen. Vor dem einstigen Bahnhofsgelände wird der Burgweg und an dessen Ende der Klingengraben von der Trasse überquert. Nach der Fertigstellung des Gaubahn-Anschlusses zum Militärflugplatz Giebelstadt besuchte Adolf Hitler am 17. September 1936 eine Truppenparade des VI. Armeekorps und stieg am Bahnhof Acholshausen aus. Den Weg zum Flugplatz fuhr er in seiner Staatskarosse. Vor dem Salonwagen, mit dem Hitler eintraf, war die Bahnpolizei aufgestellt und der ganze Bahnhofsplatz war von SS abgesichert. Auch oberhalb der umliegenden Steinbrüche befand sich SS zur Überwachung des gesamten Terrains. Bereits in den 1960er Jahren war der Bahnhof nicht mehr durch Personal besetzt. Die Bedienung des Bahnhofs wurde 1978 eingestellt. Ladegleis und Empfangsgebäude wurden anschließend entfernt.

### Gaukönigshofen

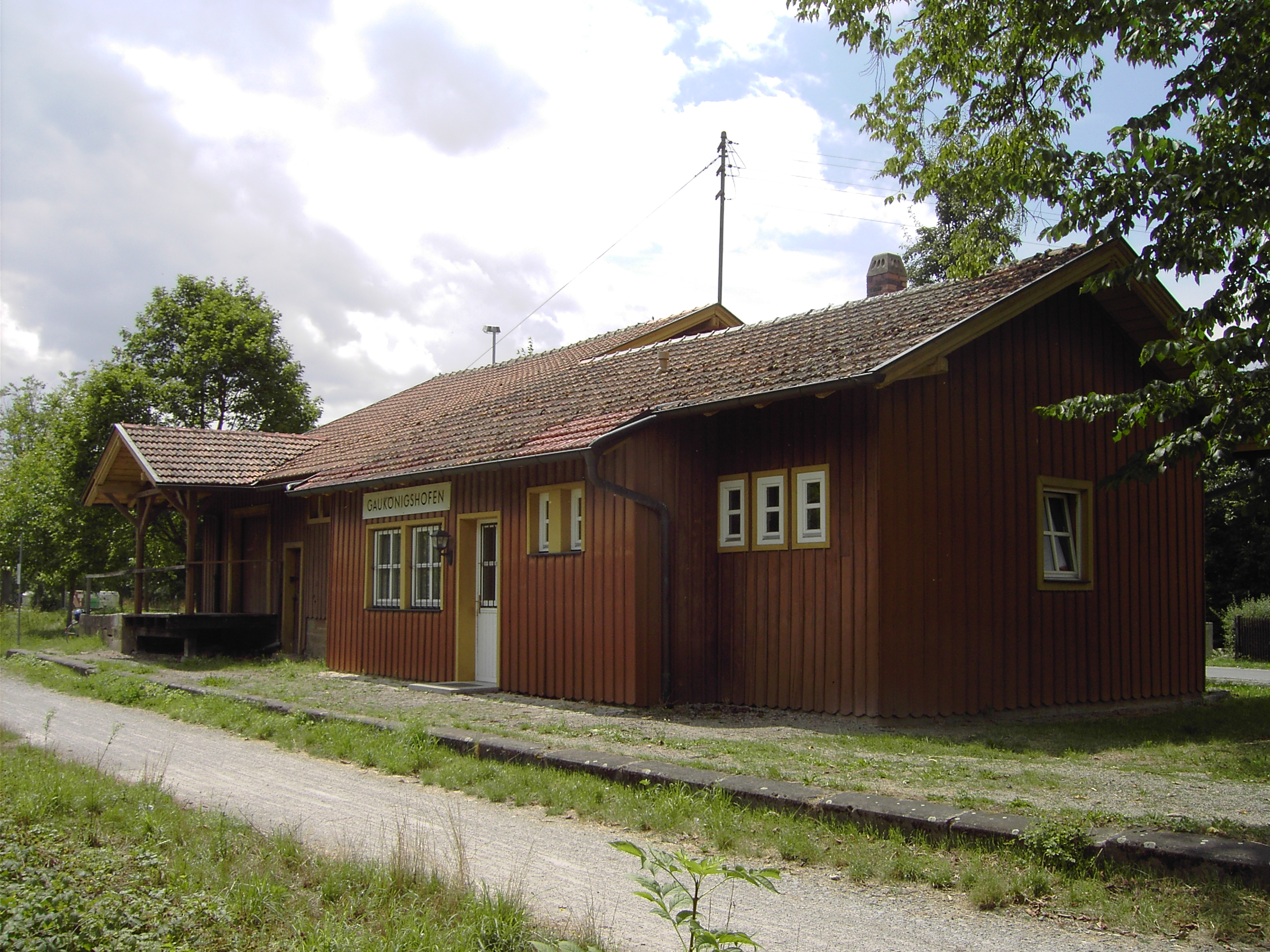
Bahnhof Gaukönigshofen

Der Bahnhof Gaukönigshofen (⊙) war Verzweigungsbahnhof am Streckenkilometer 8,2. Im November 1907 wurde er mit Eröffnung der Strecke in Betrieb genommen. Das Agenturgebäude ist ein einstöckiges Gebäude aus Holz mit angebauter Stückgutlagerhalle. Der Bahnhof hatte ein Durchgangsgleis und ein Überholgleis mit zwei unbefestigten Außenbahnsteigen. Weitere Schienen führten zur Laderampe und zur Rübenverladung.

### Anschluss Flugplatz Giebelstadt
Ab 1934 erstellte die Baufirma Grün & Bilfinger aus Mannheim eine Versorgungsbahn zum Flugplatz Giebelstadt, die von 1935 bis 1960 in Betrieb war. Die Stichbahn zweigte kurz nach dem Bahnhof Gaukönigshofen ab und diente ausschließlich dem Güterverkehr, meist zum Transport flüssiger Treibstoffe. In den Kriegsjahren 1939/40 fuhr darüber fast täglich ein Zug mit 20 Wagen Kies oder Zement um die Startbahn zu bauen und später zu verlängern. Nach dem Zweiten Weltkrieg wurde der Abzweig noch von den amerikanischen Streitkräften benutzt und schließlich in den 1960er Jahren abgebaut.

### Rittershausen
Der Bahnhof Rittershausen (⊙) lag am Streckenkilometer 10,5, westlich der Gemeinde Rittershausen. Das gemauerte Empfangsgebäude von Rittershausen existiert nicht mehr, es wurde noch während der Betriebszeit der Strecke abgerissen und durch einen unbefestigten Außenbahnsteig ersetzt. Am Bahnhof befand sich seit 1962 eine große Zuckerrübenverladerampe mit beidseitig angeschlossenem Ladegleis. Direkt hinter dem Bahnsteig ging es über die nach links in den Ort führende Straße.

### Sonderhofen
Der Bahnhof Sonderhofen (⊙) lag am Streckenkilometer 12,5, nordöstlich der Gemeinde Sonderhofen. Direkt vor dem Bahnhof überquerte die Kreisstraße WÜ 41 nach Bolzhausen die Gaubahn am Bahnübergang. Seit 1952 in Planung, wurde erst 1961 dort eine große Rübenverladerampe gebaut und zeitgleich das Agenturgebäude abgerissen.

### Gelchsheim
Der Bahnhof Gelchsheim (⊙) war Kreuzungsbahnhof am Streckenkilometer 15,4, westlich des Gelchsheimer Ortskerns südlich des ehemaligen Bahnübergangs der Staatsstraße 2422 zwischen Gelchsheim und Riedenheim. Das Agenturgebäude war ein einstöckiges Gebäude aus Holz mit angebauter Stückgutlagerhalle. Der Bahnhof hatte ein Durchgangsgleis, ein Überholgleis mit zwei unbefestigten Außenbahnsteigen. Zum nahe gelegenen Baywa-Lagerhaus bestand ein Gleisanschluss. 1963 wurde auch hier eine große Rübenverladerampe gebaut, von der aber nichts mehr erkennbar ist. Seit 2017 steht das Lagerhaus leer.

### Aub-Baldersheim
Der Bahnhof Aub-Baldersheim (⊙) war Kreuzungsbahnhof am Streckenkilometer 19,5, östlich des Auber Stadtteils Baldersheim nahe dem Bahnübergang der Staatsstraße 2269 zwischen Aub und Baldersheim. Die Gemeinde Baldersheim wollte ausschließlich ihren eigenen Bahnhof und verbat sich mit folgendem Telegramm an das Kgl. Bezirksamt Ochsenfurt die Stadt Aub als Namensgeberin ins Spiel zu bringen: „Die Gesamtgemeinde Baldersheim besteht auf ihren Beschluß vom 2. April und verlangt, daß die Haltestelle nicht Aub-Baldersheim, sondern nur Baldersheim heißen soll. Haaf, Bürgermeister.“ Nur 3 Tage später telegraphierte die Kgl. Generaldirektion der Eisenbahn ein Machtwort zurück und fortan blieb es – bis zum Schluss – beim Bahnhof „Aub-Baldersheim“. Text des Telegramms: „Die Verpflichtungserklärung der Interessierten sind unzulässig und können bahnseits nicht akzeptiert werden, Ministeriell genehmigte Benennung Aub/Baldersheim bleibt beibehalten. Generaldirektion München gez. Rieß.“

### Burgerroth
Der Haltepunkt Burgerroth (⊙) lag am Streckenkilometer 22,3, südlich des Ortes Burgerroth nahe der Ortsverbindungsstraße nach Buch. Der Haltepunkt besaß ursprünglich nur eine Holzhütte als Unterstand. Die Verladung der Zuckerrüben erfolgte per Hand. Bereits 1951 bemühte sich die kleine Gemeinde zusammen mit dem benachbarten Aufstetten um die Errichtung einer Verladerampe. Die Bahn wurde ersucht, das notwendige Baumaterial zur Verfügung zu stellen. Es dauerte aber noch bis 1964, bis die Verladerampe errichtet wurde. Sie existiert heute noch.

### Bieberehren
Der Bahnhof Bieberehren (⊙) war Kreuzungs-, Umsteige- und Abzweigbahnhof am Streckenkilometer 25,5 der Gaubahn, am nördlichen Ortsrand von Bieberehren nahe der Mündung der Gollach in die Tauber östlich der Staatsstraße 2268. Im November 1907 wurde er mit Eröffnung der Strecke in Betrieb genommen. Das hölzerne Agenturgebäude besaß einen kleinen Stellwerksvorbau mit dem drei Einfahrsignale und eine Weiche gestellt wurden, alle übrigen Weichen wurden per Hand gestellt und waren verriegelbar. Zwischen 1909 und 1992 zweigte die Bahnstrecke Bieberehren–Creglingen von der Gaubahn ab. Das Lagerhaus an der Freiladestraße wurde nach 1963 errichtet und steht heute noch.

### Röttingen
Der Bahnhof Röttingen (⊙) war Kreuzungsbahnhof am Streckenkilometer 28,3, östlich des Stadtzentrums von Röttingen an der Straße nach Bieberehren. Nach der Sperrung der Eisenbahnbrücke in Röttingen im Jahre 1984 war Röttingen Endbahnhof der Gaubahn auf mainfränkischer Seite. Aufgrund des Abbaus der Gleisanlagen im Jahre 1992 wurde auch die Zuckerrübenverladerampe abgerissen. Heute erinnert nur noch das ehemalige Agenturgebäude und die Bahnhofstraße im Ort an den ehemaligen Eisenbahnanschluss.

### Röttingen Stadt
Der Haltepunkt Röttingen Stadt (⊙) lag am Streckenkilometer 29,4, östlich des Stadtzentrums von Röttingen, etwa einen Kilometer westlich des Bahnhofs nach der Rippachbrücke oberhalb der Stadt und nördlich der Stadtmauer von Röttingen. Der Haltepunkt für die Personenbeförderung hatte lediglich einen unbefestigten Außenbahnsteig. Die Bedienung des Haltepunkts wurde wegen fehlender Rentabilität bereits 1924 eingestellt.

### Tauberrettersheim
Der Bahnhof Tauberrettersheim (⊙) lag am Streckenkilometer 32,2, nördlichen Seite der Tauber an der Staatsstraße 2268. Das Bahnhofsgebäude wurde wie der Bahnhof Schäftersheim von den Königlich Württembergischen Staats-Eisenbahnen erbaut. Er ist, anders als die bayerischen Bahnbauten, nicht aus Holz, sondern aus Stein gebaut. Die Bedienung des Bahnhofs wurde zum 31. Dezember 1983 eingestellt.

### Schäftersheim

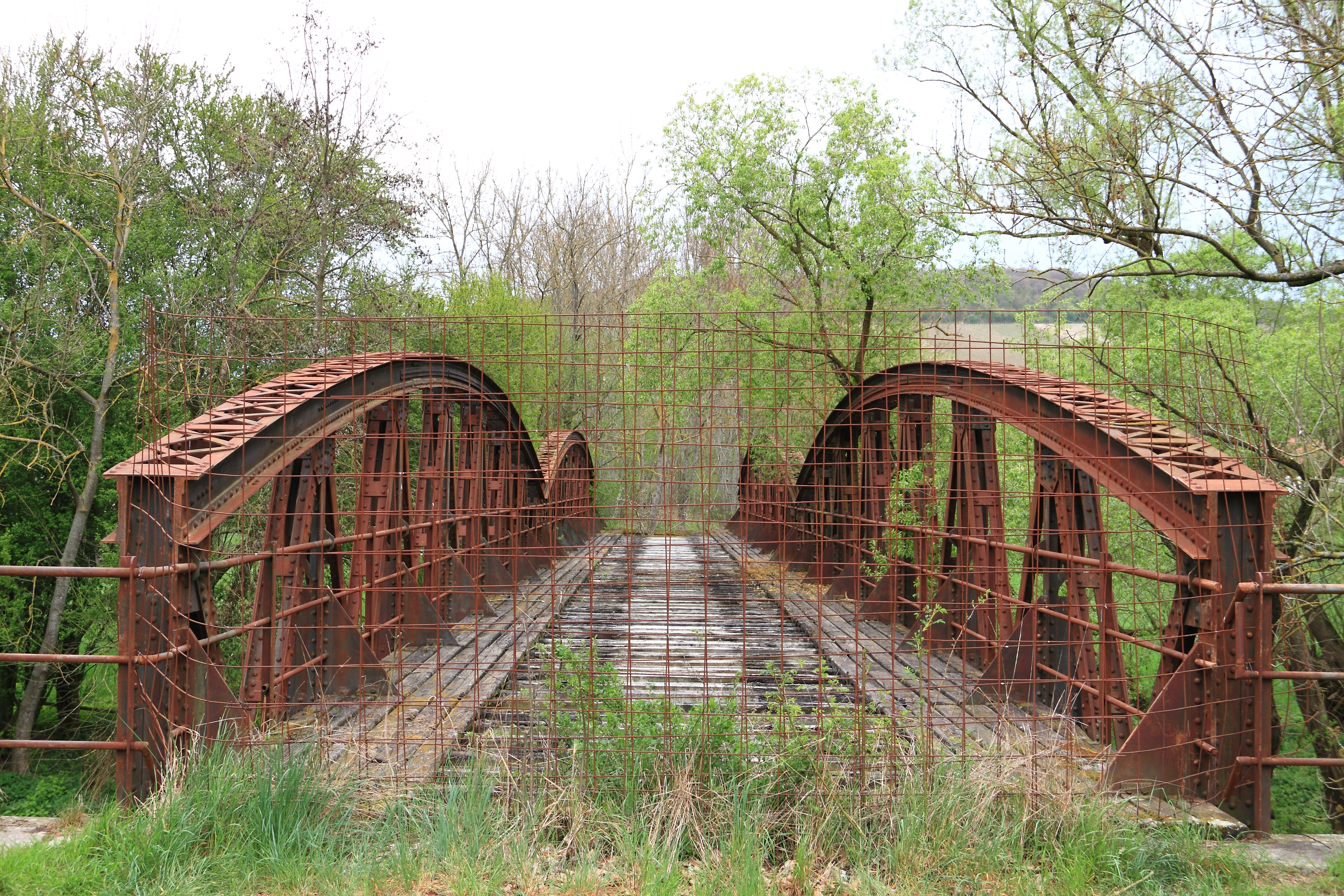
Überreste der Eisenbahnbrücke über die Tauber bei Schäftersheim

Der Bahnhof Schäftersheim (⊙) lag am Streckenkilometer 34,4, auf der nördlichen Seite der Tauber an der L 2251/L 1001. Das Bahnhofsgebäude wurde wie der Bahnhof Tauberrettersheim von den Königlich Württembergischen Staats-Eisenbahnen erbaut. Er ist, anders als die bayerischen Bahnbauten, nicht aus Holz, sondern aus Stein gebaut. Der Bahnhof war mit Einrichtungen für den Personen- und Güterverkehr versehen und besaß eine Zuckerrüben-Verladerampe. Die Strecke überquerte zunächst den Tauberlauf mit zwei Öffnungen von je 24,5 m Weite und anschließender Hochwasserbrücke mit drei Öffnungen von je 16,5 m Weite, bevor das Dorf Schäftersheim erreicht wurde.

### Weikersheim Stadt
Der Haltepunkt Weikersheim Stadt (⊙) diente mit seiner stadtnahen Lage der besseren Erschließung des Ortes. Am Haltepunkt bestand damals auch eine Anbindung an ein nahe gelegenes Bezirkskrankenhaus. Ende 1923 wurde die Bedienung des Haltepunkts eingestellt.

### Weikersheim

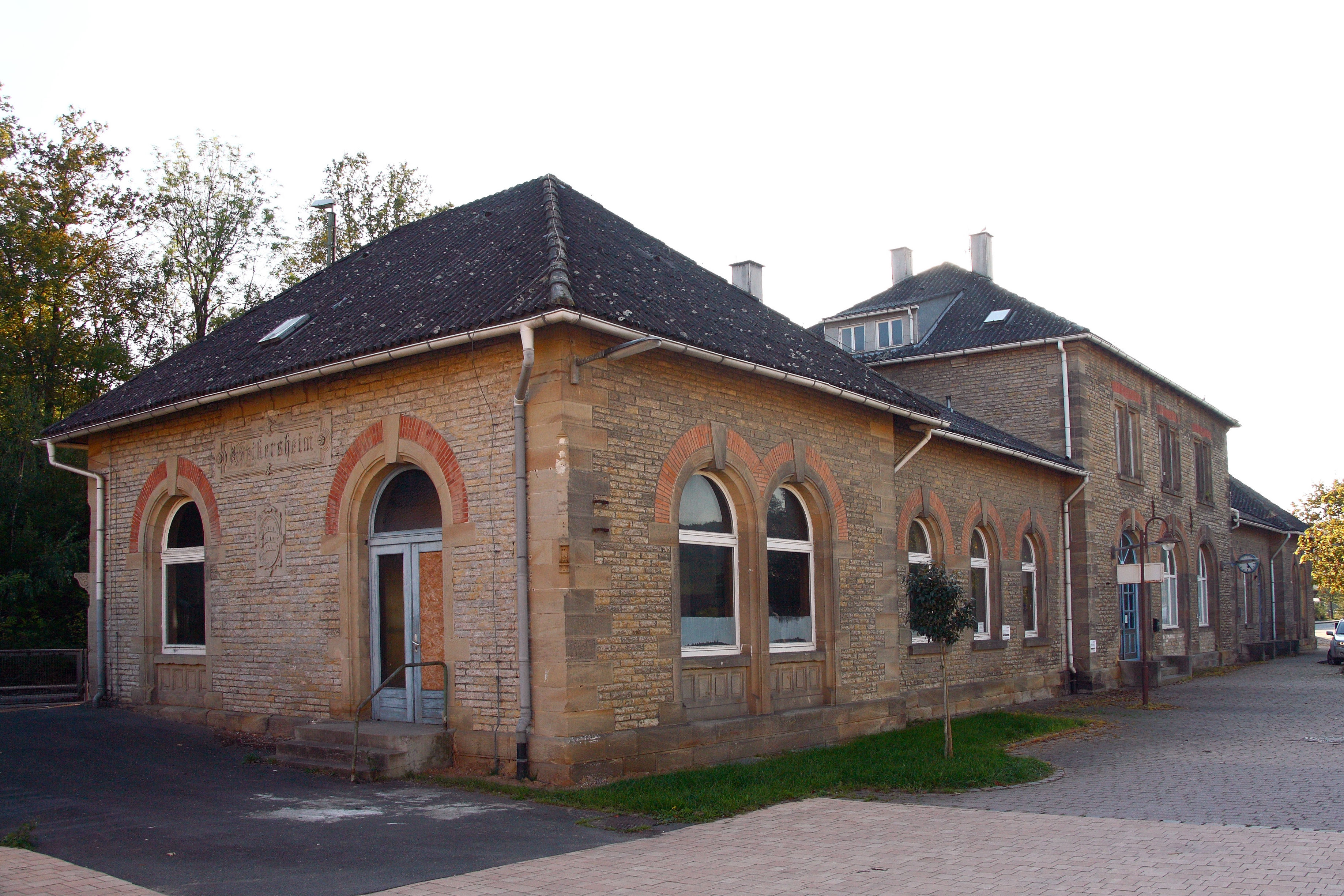
Bahnhof Weikersheim

Der Bahnhof Weikersheim (⊙) wurde von 1869 bis 1872 für die Taubertalbahn errichtet und war Endstation der Gaubahn. Er liegt heute noch als Keilbahnhof an der Bahnstrecke Crailsheim–Königshofen. Ab Weikersheim verläuft die Bahnstrecke im Taubertal flussabwärts bis Wertheim. In der entgegengesetzten Richtung zweigt die Bahnstrecke nach Weikersheim in Richtung des Stadtteils Laudenbach ins Vorbachtal, einem linken Seitental des Taubertals, ab.

## Heutiger Zustand

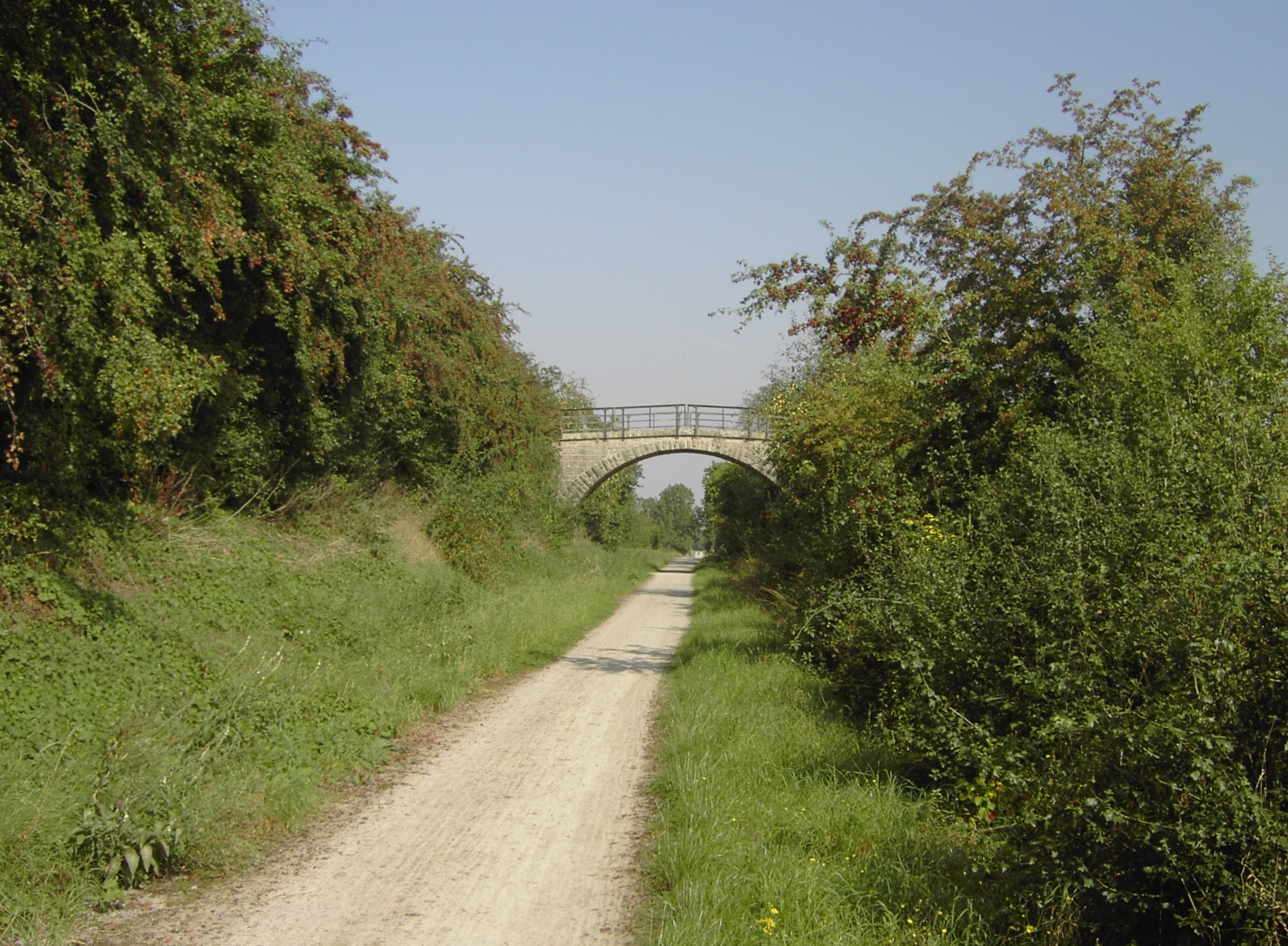
Gaubahn-Radweg

Die Bahntrasse bildet heute von Ochsenfurt bis Bieberehren den Gaubahn-Radweg. Im sogenannten Bayernnetz für Radler schließt er in Ochsenfurt an den Main-Radweg und in Bieberehren an den Radweg Romantische Straße an. Mittlerweile ist der Gaubahn-Radweg durchgehend asphaltiert.
An mehreren Stellen wurde die Trasse verbaut und damit eine künftige Reaktivierung der Bahnstrecke erschwert. Der Radweg verlässt dort die Bahntrasse.
- In Ochsenfurt wurde die Gaubahn-Trasse für den Bau der Straße in Richtung Goßmannsdorf (Südtangente, ⊙) in Anspruch genommen.
- Bei Tückelhausen wurde die Staatsstraße (⊙) so begradigt, dass sie die Bahntrasse im spitzen Winkel und wesentlich höher schneidet. Für den Radweg wurde eine neue Brücke über die Straße gebaut.
- In Sonderhofen stehen Wohnhäuser (⊙) an der Straße „Am Schmalenbach“ auf der Bahntrasse.
- In Röttingen wurde auf dem Bahnhofsgelände ein Seniorenzentrum (⊙) gebaut.

Ein Verein der Gaubahnfreunde Ochsenfurter Gaubahn hält verschiedene Memorabilien für die Nachwelt bereit.

## Trivia
Im Volksmund wurde die Gaubahn auch "Gaublitz" genannt, eine Anspielung auf die nicht sehr hohe Betriebsgeschwindigkeit.